# Pistruiatul
Pistruiatul este un serial românesc de propagandă din anul 1973, format din 10 episoade. Serialul povestește aventurile ficționale ale băiatului pistruiat Mihai Pleșa pe măsură ce devine implicat în sprijinirea mișcării ilegaliste. Regizat de Francisc Munteanu, din distribuție au făcut parte Sergiu Nicolaescu în rolul ilegalistului Andrei, Réka Nagy în rolul principal feminin al profesoarei de istorie și Costel Băloiu în rolul de debut Pistruiatul.

## Sinopsis
Într-un mic orășel de provincie (Arad), membrii mișcării ilegaliste comuniste pregătesc cu înflăcărare ziua eliberării. Pistruiatul, un simpatic băiețandru de 13 ani, devine eroul acestor evenimente conduse din umbră de însuși prietenul și tovarășul său Andrei. Ajutat de profesoara de istorie, de tatăl său și, de cele mai multe ori, de câinele Calu, puștiul face față cu dezinvoltură și curaj oricărei provocări. Într-un târziu, Pistruiatul află care a fost rezultatul acelor "misiuni" date de Andrei: sprijinirea mișcărilor comuniste.

## Distribuție
- Costel Băloiu - Pistruiatul (Mihai Pleșa)
- Sergiu Nicolaescu - Andrei Bogdan
- Réka Nagy - Profesoara de istorie Iulia Prodan
- Peter Paulhoffer - Comisarul Botta Vincențiu
- Margareta Pogonat - Mama Pistruiatului
- Ion Dichiseanu - Vasile Dobre
- Vistrian Roman - Mihai Pleșa (tatăl Pistruiatului)
- Zephi Alșec - Comisarul șef Bălan
- György Kovács - Comisarul regal Comănescu
- Constantin Codrescu - Comisarul Bogza
- Florin Tănase - agent Berca
- Haralambie Boros		 - tinichigiul Ciobanu
- Viorel Comănici - omul cu cravatele din piața de vechituri
- Aurel Giurumia - gardianul Gruia
- Draga Olteanu-Matei - Doamna Rozeanu
- Petre Gheorghiu-Goe - Suciu

## Opinii critice
„Pistruiatul înseamnă un plăcut „film de aventuri juvenile”, plasat în contextul realităților sociale de acum patru decenii și ceva. Regizorul Francisc Munteanu își manifestă încă o dată calitățile sale de dezinvoltură și farmec, pigmentând acțiunea cu momente de zâmbet, fără a întrerupe fluidul de tensiune, ritmul antrenant al peliculei.”— Călin Căliman - Contemporanul, 1987
.
„Jignitoare pentru noțiunea de film adresat copiilor e tocmai puerilitatea sa. Implauzibil în fiecare scenă.”— Tudor Caranfil
.

## Lista episoadelor
| № | #  | Titlu              | Regia             | Scenariu          | Premiera        | Note |
| --- | -- | ------------------ | ----------------- | ----------------- | --------------- | ---- |
| 1 | 1  | „Evadarea”         | Francisc Munteanu | Francisc Munteanu | 22 aprilie 1973 |      |
| Un deținut politic este condamnat la moarte. Pe drum spre locul execuției, deținutul este ajutat să evadeze. Se refugiază într-o fabrică de cărămidă părăginită, al cărei „proprietar” este Mihai Pleșa, zis și ”Pistruiatul”, un băiat de vreo 13 ani. Mihai nu știe la început ce fel de om este evadatul. Aparatul represiv este pe urmele evadatului. Pentru că polițiștii se comportă urât cu el, Mihai nu le oferă ajutor. Se hotărăște în schimb să-l ajute pe evadat. |    |                    |                   |                   |                 |      |
| 2 | 2  | „Întâlnirea”       |                   |                   |                 |      |
| Mihai este ascultat la istorie și ia un 4. Directorul școlii îl cheamă la cancelarie pentru că poliția se interesează de el. La prânz Mihai îl vizitează pe evadat în subsolul fabricii „lui” de cărămidă și se hotărăște să-i aducă ceva de mâncare. Polițiștii percheziționează casa familiei Pleșa. Mihai află de la tatăl lui că evadatul nu este un răufăcător. Apoi află de la evadat că se numește Andrei Bogdan. În final, Mihai îl ascunde pe evadat în podul casei lor. |    |                    |                   |                   |                 |      |
| 3 | 3  | „Vioara”           |                   |                   |                 |      |
| Mihai este ascultat la matematică și ia un 4. La ieșirea din școală el este reținut de poliție. Incidentul este observat de profesoara lui de istorie. Deoarece Mihai nu le oferă prea mult ajutor polițiștilor, aceștia îl eliberează repede. O informează pe mama lui de notele de la școală. Îl vizitează pe Andrei în podul casei. Acesta îi încredințează o misiune delicată: trebuie să îi aducă o vioară specială. Mihai ia vioara de la omul de legătură. Scapă de un polițist incomod care îl urmărește. Dar în drum spre casă un vecin confiscă vioara din cauza unui geam spart. Cu ajutorul prietenului său, câinele Calu, Mihai reușește să recupereze vioara și să i-o aducă intactă lui Andrei. |    |                    |                   |                   |                 |      |
| 4 | 4  | „Depoul”           |                   |                   |                 |      |
| Mihai este trimis de către Andrei la o anumită casă de pe lângă depou pentru a afla dacă locul unde trebuie să se mute este disponibil. Poliția află de la un turnător numele adreselor caselor conspirative, printre care se găsește cea unde trebuie să meargă Mihai. Comisarul Botta, numit să supravegheze casa respectivă, îl suspectează pe Mihai și îl înhață. Pe drum spre secția de poliție, Mihai îl epuizează fizic pe polițist, alergându-l prin tot depoul. Mihai scapă din ghearele comisarului, dar acesta îl înhață până la urmă și-l duce la poliție. Dându-se drept nepotul comisarului, Mihai reușește să-l păcălească iar pe polițist. Întors acasă îi comunică lui Andrei faptul că soluția problemei se găsește în Piața de Vechituri. |    |                    |                   |                   |                 |      |
| 5 | 5  | „Geamantanul”      |                   |                   |                 |      |
| Mihai este trimis în Piața de vechituri, la firma „La Berindei”, la domnul Ciobanu. Este sfătuit ca înainte de a lua legătura cu Ciobanu să se asigure că nu este urmărit. Domnul Ciobanu îi dă un geamantan pe care el trebuie să i-l ducă lui Andrei. Totodată Mihai trebuie să îi comunice lui Andrei noua lui adresă. Curios să o vadă, Mihai o vizitează, dar rămâne stupefiat să afle că noua casă a lui Andrei este cea a profesoarei lui de istorie. Percheziții se fac peste tot prin oraș, dar Mihai reușește în mod inventiv să scape de ele. Reușește să predea hainele lui Andrei. Polițistul Berca este însărcinat să-l urmărească pe Mihai pas cu pas. |    |                    |                   |                   |                 |      |
| 6 | 6  | „Omul de legătură” |                   |                   |                 |      |
| Andrei locuiește la adresa din strada Carol, la profesoara de istorie a lui Mihai. El îi comunică Iuliei că trebuie să se întâlnească cu Mihai. Din clipa când pornește spre școală, Mihai este urmărit pas cu pas de către polițistul Berca. După ore, profesoara de istorie îi comunică lui Mihai că trebuie să se întâlnească cu Andrei la o terasă. Observând că este urmărit, profesoara îl abordează iar pe Mihai, arătându-i clar pe omul care îl urmărește. Apoi îi spune că se poate duce la terasă doar dacă scapă de urmăritorul său. Mihai reușește să-l păcălească ușor pe polițist și se întâlnește cu Andrei, care îi încredințează o nouă misiune – ridicarea unui pachet special de la firma „La Berindei”. Mihai uită pachetul prețios la o tarabă de înghețată. Raiduri aeriene fac imposibilă circulația normală a pietonilor prin oraș. Totuși Mihai trebuie să ajungă la poștă pentru a preda pachetul. Din nou stupoare – omul de legătură este chiar tatăl lui. |    |                    |                   |                   |                 |      |
| 7 | 7  | „Fluturașii”       |                   |                   |                 |      |
| Domnul Mihai Pleșa află de la Mihai, fiul lui, că acesta îl cunoaște personal pe Andrei. Seara târziu, în subsolul casei, domnul Pleșa desface pachetul. Acesta conține de fapt o mini-tipografie. Domnul Pleșa începe să tipărească manifeste comuniste în subsolul casei sale. Mihai este uimit de modul în care vrea tatăl lui să transporte manifestele. În final îi oferă soluția optimă: ghiozdanul lui de școală. Pe drum, Mihai este reținut de poliție. Ghiozdanul său, plin cu manifeste comuniste, ajunge pe biroul comisarului. Mihai stă ca pe ace în fotoliul poliției. În fine, pentru a le da o lecție oamenilor săi, dar și pentru a-l verifica personal pe Mihai, comisarul îi dă băiatului o misiune specială – să urmărească un anumit om timp de o zi și să întocmească un raport amănunțit despre activitatea din acea zi a acelui om. Mihai scapă cu bine de la poliție. Este urmărit de polițistul Berca. La școală, diriginta lui Mihai îi comunică acestuia ce are de făcut. |    |                    |                   |                   |                 |      |
| 8 | 8  | „Informatorul”     |                   |                   |                 |      |
| Diriginta lui Mihai îi spune acestuia că trebuie să predea fluturașii ( manifestele ) înapoi tipografului. După ce se despart, profesoara observă că Mihai este urmărit și îl avertizează. Pentru a se răzbuna pe Mihai pentru un incident petrecut în Piața de vechituri, un vânzător ambulant îi fură ghiozdanul. Pentru recuperarea ghiozdanului, Mihai face apel la un polițist. Acesta îl arestează pe vânzător pentru distribuire de manifeste. Mihai recuperează ghiozdanul. Scapă de manifestele din ghiozdan distribuindu-le în oraș din balcoanele unor clădiri înalte. Mihai îi spune lui Andrei despre sarcina încredințată lui de poliție. Andrei îi spune lui Mihai să facă un raport exact despre omul urmărit. Raportul întocmit de Mihai îl impresionează pe comisar. |    |                    |                   |                   |                 |      |
| 9 | 9  | „Dolma”            |                   |                   |                 |      |
| În timp ce este în sediul poliției, Mihai află că cineva îi informează despre o livrare de arme ce urmează să aibă loc. Livrarea de arme este sistată. Pentru ca lucrul la dolmă să se desfășoare conform planului, Iulia îi spune lui Mihai că trebuie să aibă loc o diversiune în oraș. Mihai creează diversiunea. Armele sunt livrate. Se transmite prin radio încheierea acordului de pace. Mihai aleargă la primărie pentru a-l întâlni pe Andrei. La primărie, Mihai reușește să depisteze un polițist infiltrat în rândul maselor, și îl demască. Țara întreagă este aruncată în vâltoarea istoriei, care se pare că fierbe ca un cazan în clocot. Mihai află că punctul de rezistența al lui Andrei este la fabrica de cărămidă. |    |                    |                   |                   |                 |      |
| 10 | 10 | „Eliberarea”       |                   |                   |                 |      |
| Mihai reușește să ajungă acasă pe poarta din spate. Află de la mama lui că atât el cât și tatăl lui sunt căutați de poliție. Este sfătuit să petreacă noaptea la mătușa Veronica. Pe drum, este înșfăcat de polițistul Berca. Scapă de polițist și în ciuda exploziilor care fac ravagii peste tot, el ajunge la casa Veronicăi, pe care o convinge să îi dea ceva de mâncare pentru tatăl lui. Orașul e tot un front de război. Nemții atacă fabrica de cărămidă. Mihai aduce de mâncare celor din fabrică. Cu ajutorul prietenului său, Calu, el reușește să dinamiteze un blindat german ce atacă fabrica. Se strecoară până la casa din strada Carol. Profesoara de istorie îl conduce la punctul-centru. Acolo află că cei de la fabrica de cărămidă au urgentă nevoie de muniție pentru a rezista. Cu inteligența lui creativă, Mihai reușește să transporte muniție până la fabrica de cărămidă într-un mod pe care nemții nici nu-l bănuiesc – un sicriu. Dar, când ajunge în cele din urmă la fabrica de cărămidă, Mihai îl găsește pe Andrei mort. Sărbătoarea eliberării care plutește peste oraș și peste țară nu reușește să șteargă lacrimile din ochii lui Mihai, lacrimi vărsate pentru Andrei, prietenul său drag. |    |                    |                   |                   |                 |      |